# Primera División de Uruguay 1944
Liga Profesional de Primera División 1944 var den 42:a säsongen av Uruguays högstaliga i fotboll, och 13:e säsongen som ligan spelades på professionell nivå. Ligan spelades som ett seriespel där samtliga lag mötte varandra vid två tillfällen. Totalt spelades 90 matcher med 324 gjorda mål.
Peñarol vann sin 17:e titel som uruguayanska mästare.

## Deltagande lag
10 lag deltog i mästerskapet, samtliga från Montevideo.

## Resultat
| Nr | Lag                  | S  | V  | O | F  | GM | IM | MS  | P  |
| -- | -------------------- | -- | -- | - | -- | -- | -- | --- | -- |
| 1  | Peñarol              | 18 | 12 | 3 | 3  | 41 | 21 | +20 | 27 |
| 2  | Nacional             | 18 | 12 | 3 | 3  | 48 | 21 | +27 | 27 |
| 3  | CA Defensor          | 18 | 10 | 5 | 3  | 43 | 27 | +16 | 25 |
| 4  | Montevideo Wanderers | 18 | 7  | 5 | 6  | 32 | 31 | +1  | 19 |
| 5  | Central FC           | 18 | 7  | 3 | 8  | 35 | 34 | +1  | 17 |
| 6  | IA Sud América       | 18 | 5  | 4 | 9  | 24 | 37 | −13 | 14 |
| 7  | Liverpool            | 18 | 5  | 3 | 10 | 22 | 30 | −8  | 13 |
| 8  | River Plate          | 18 | 6  | 1 | 11 | 29 | 43 | −14 | 13 |
| 9  | CS Miramar           | 18 | 4  | 5 | 9  | 23 | 37 | −14 | 13 |
| 10 | Racing Club          | 18 | 5  | 2 | 11 | 27 | 43 | −16 | 12 |

## Playoff
| 1 | 10 december 1945 | Nacional | 0 – 0 (e.fl.) | Peñarol | Estadio Centenario                                                        |  |
|   |                  |          |               |         | Montevideo Publik: 55 000 Domare: Manuel Domínguez, A. Mancebo, C. Martín |  |
|   |                  |          |               |         |                                                                           |  |
|   |                  |          |               |         |                                                                           |  |

| 2 | 17 december 1945 | Peñarol                                                    | 3 – 2   | Nacional               | Estadio Centenario                                                    |                                                                       |
|   |                  | Luis Prais 37′ Obdulio Varela 59′ (str.) Ernesto Vidal 68′ | (1 – 2) | Atilio García 25′, 28′ | Montevideo Publik: 45 000 Domare: Genaro Cirilo, J. Benítez, Tecitore | Montevideo Publik: 45 000 Domare: Genaro Cirilo, J. Benítez, Tecitore |
|   |                  |                                                            |         |                        | Montevideo Publik: 45 000 Domare: Genaro Cirilo, J. Benítez, Tecitore | Montevideo Publik: 45 000 Domare: Genaro Cirilo, J. Benítez, Tecitore |
|   |                  |                                                            |         |                        | Montevideo Publik: 45 000 Domare: Genaro Cirilo, J. Benítez, Tecitore | Montevideo Publik: 45 000 Domare: Genaro Cirilo, J. Benítez, Tecitore |